# 556
556 (DLVI) je bilo prestopno leto, ki se je po julijanskem koledarju začelo na soboto.

## Dogodki
- 1. januar

## Smrti
- - Dionizij Eksiguus Mali, skitski menih (približni datum) (* okoli 470)